# 1545

## Родени
- 11 януари – Гуидобалдо дел Монте, италиански учен

## Починали
- 12 август – Мария-Мануела Португалска, принцеса на Астуриас